# Рио Линда (Калифорнија)
Рио Линда (енгл. Rio Linda) насељено је место без административног статуса у америчкој савезној држави Калифорнија.

## Демографија
По попису из 2010. године број становника је 15.106, што је 4.64 (44,3%) становника више него 2000. године.
| Група             | 2000.         | 2010.          |
| Белци             | 8.210 (78,4%) | 10.362 (68,6%) |
| Афроамериканци    | 233 (2,2%)    | 365 (2,4%)     |
| Азијати           | 282 (2,7%)    | 665 (4,4%)     |
| Хиспаноамериканци | 1.162 (11,1%) | 3.033 (20,1%)  |
| Укупно            | 10.466        | 15.106         |